# Полиці-над-Метуї
По́лице-над-Мету́ї (чеськ. Police nad Metují, пол. Police nad Metują, нім. Politz an der Mettau) — місто в Чехії, у Краловоградецькому краю. Згідно з даними від 31 грудня 2012 р. площа міста 2440 га, з населенням 4 301 осіб.
Річка Метує, притока Ельби, протікає через місто.

## Пам'ятки
- тринавна монастирська церква Вознесіння Діви Марії (1294 р.). Вона багато разів горіла та перебудовувалась. З часу побудови зберігся ранньоготичний західний портал, рясно прикрашений рослинними мотивами. Західний фасад в стилі бароко створений 1723 року Кіліаном Ігнацом Діентценхофером;
- поруч з церквою розташовані будівлі колишнього монастиря;
- ратуша була у 18-ст. також реконструйована в стилі бароко;;
- музей іграшок-металевих конструкторів фірми MERKUR TOYS s.r.o. (чеськ. Muzeum stavebnice Merkur)[1]

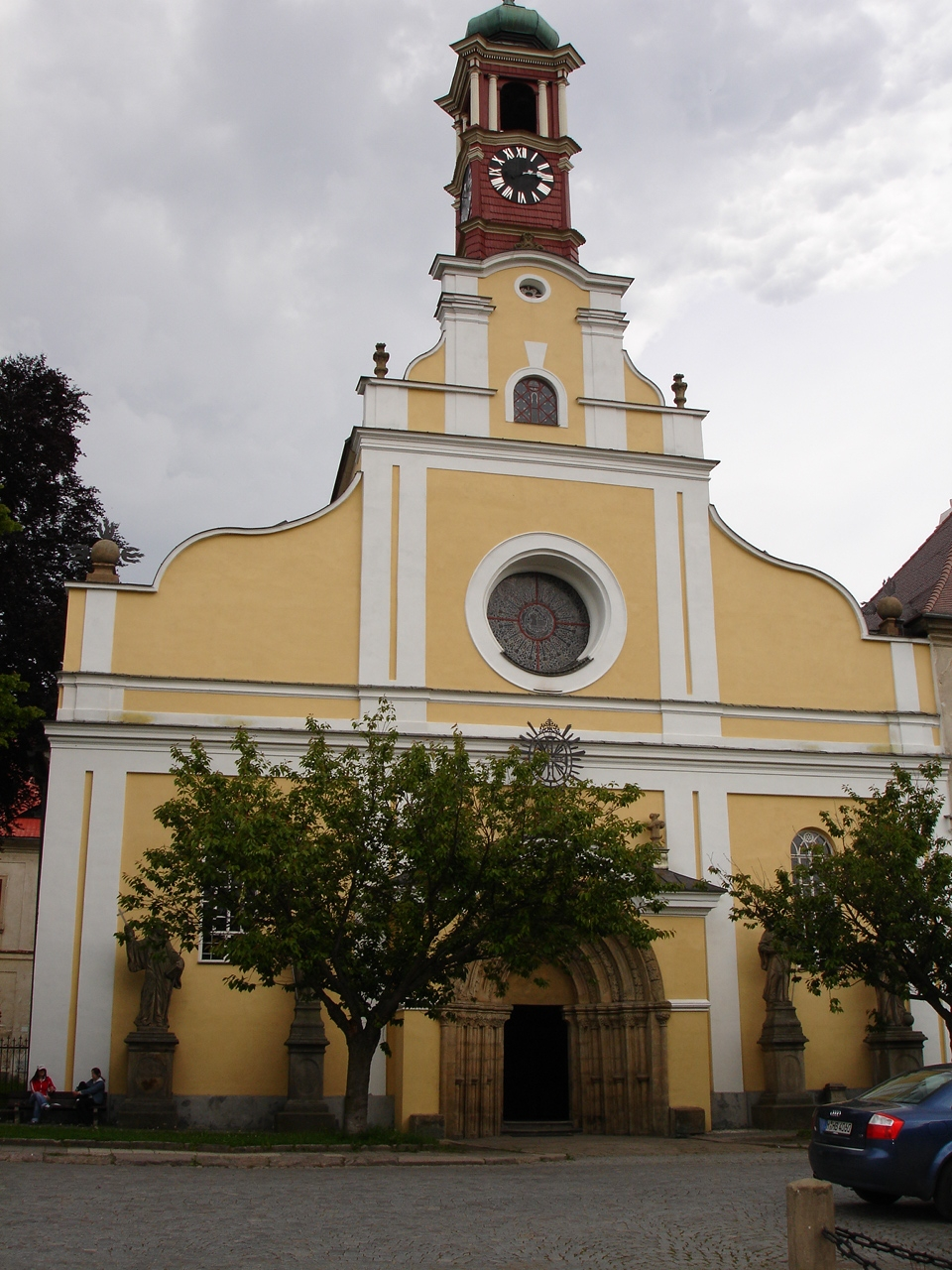
Фасад колишньої монастирської церкви
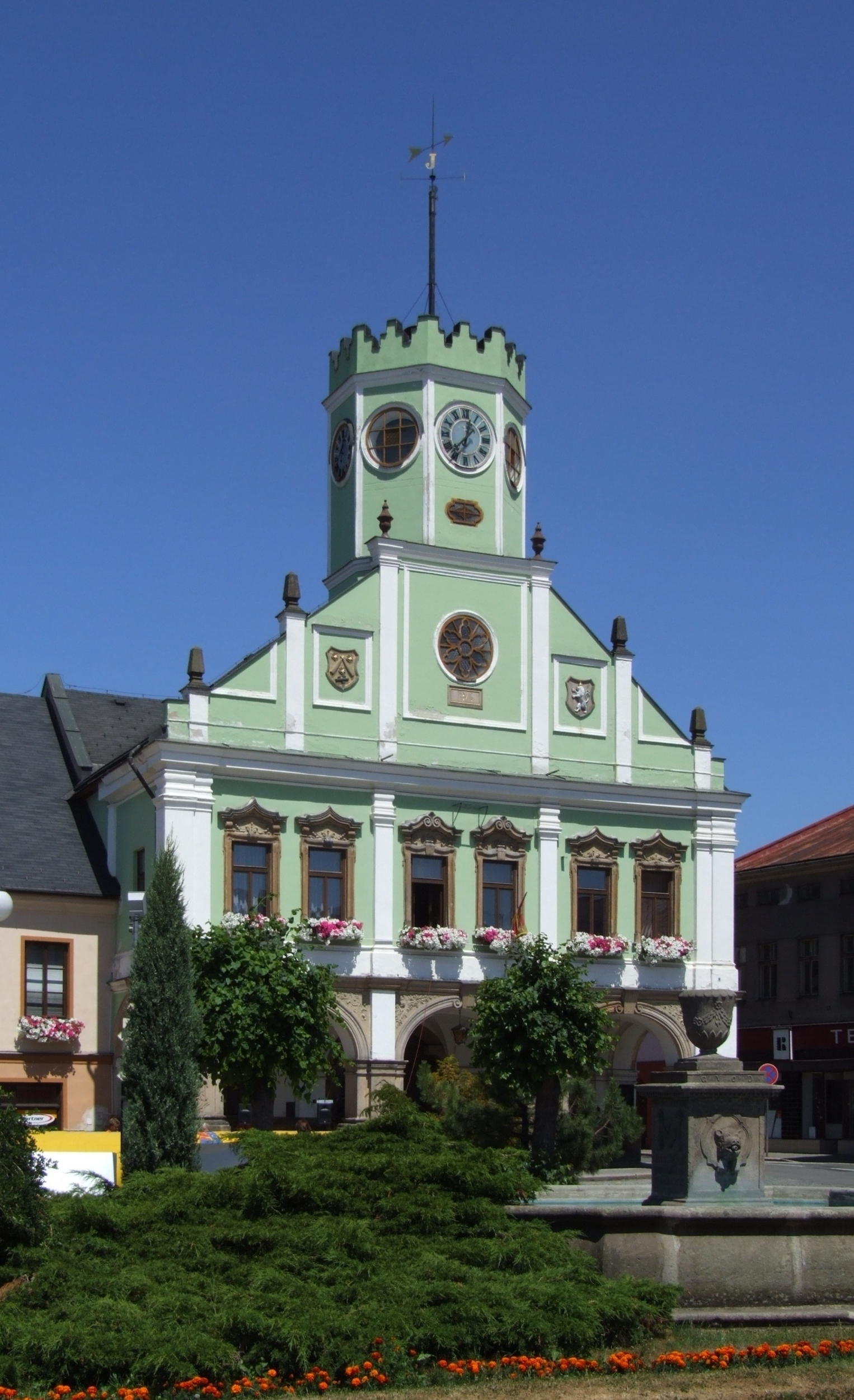
Ратуша
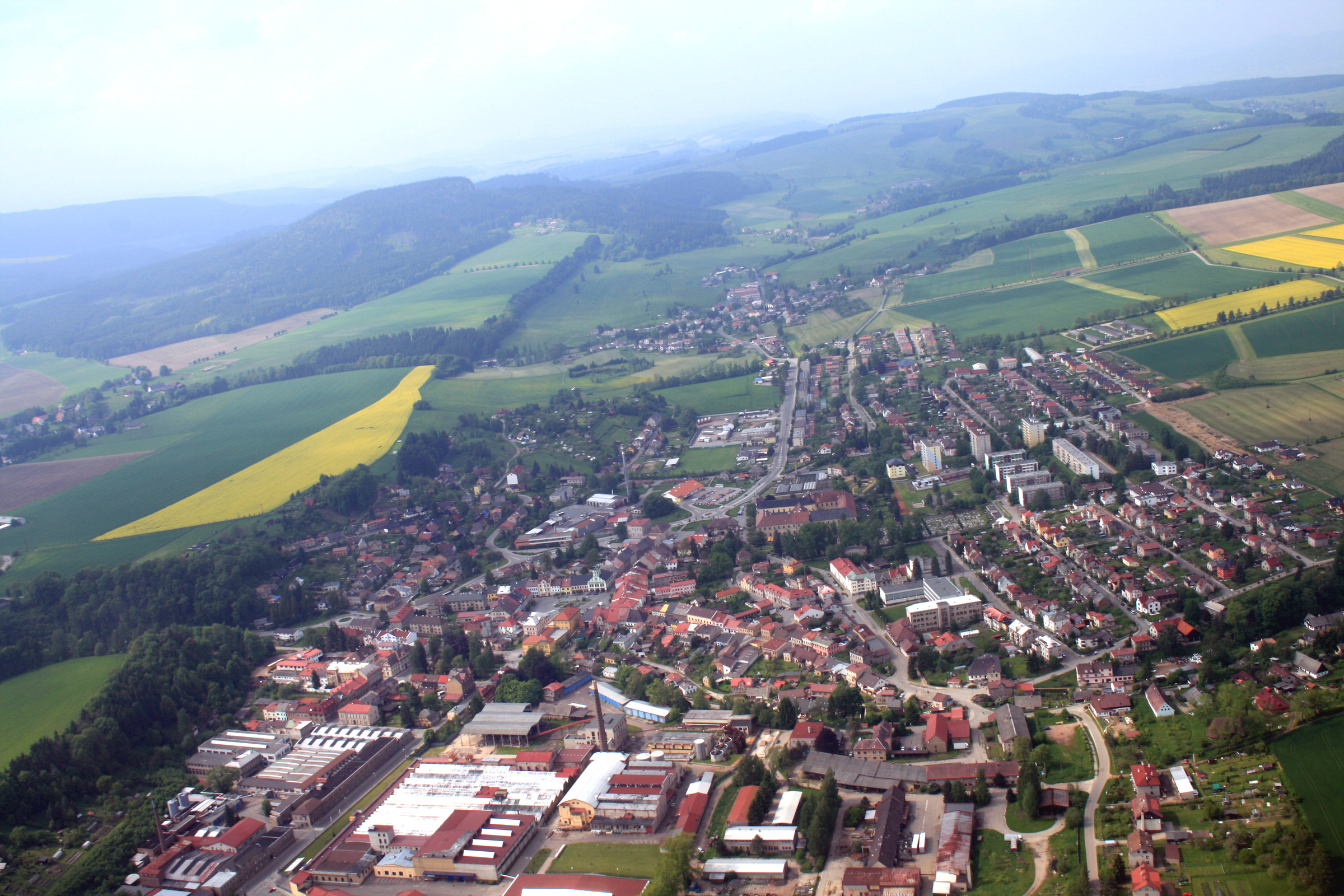
Вид з повітря
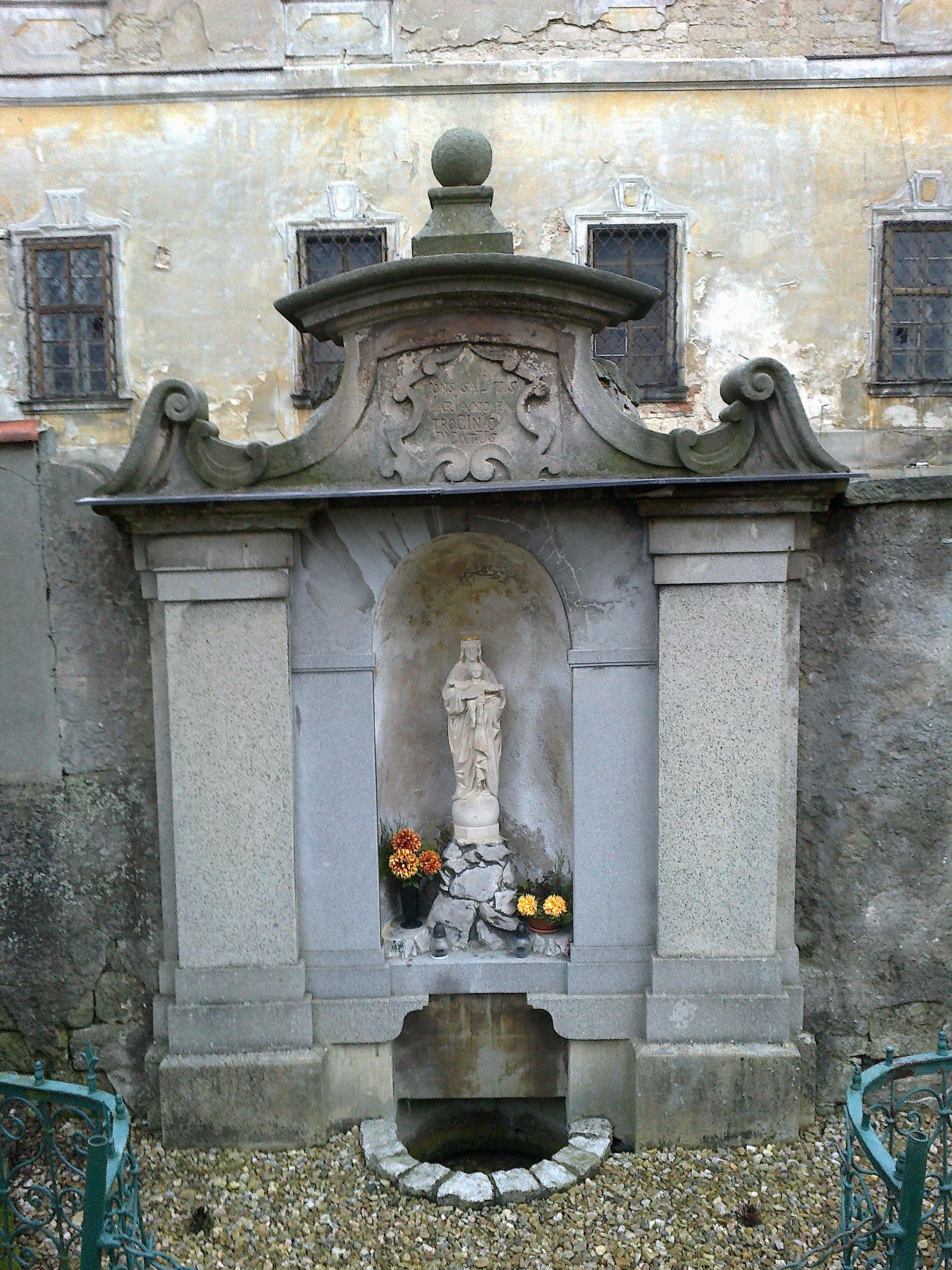
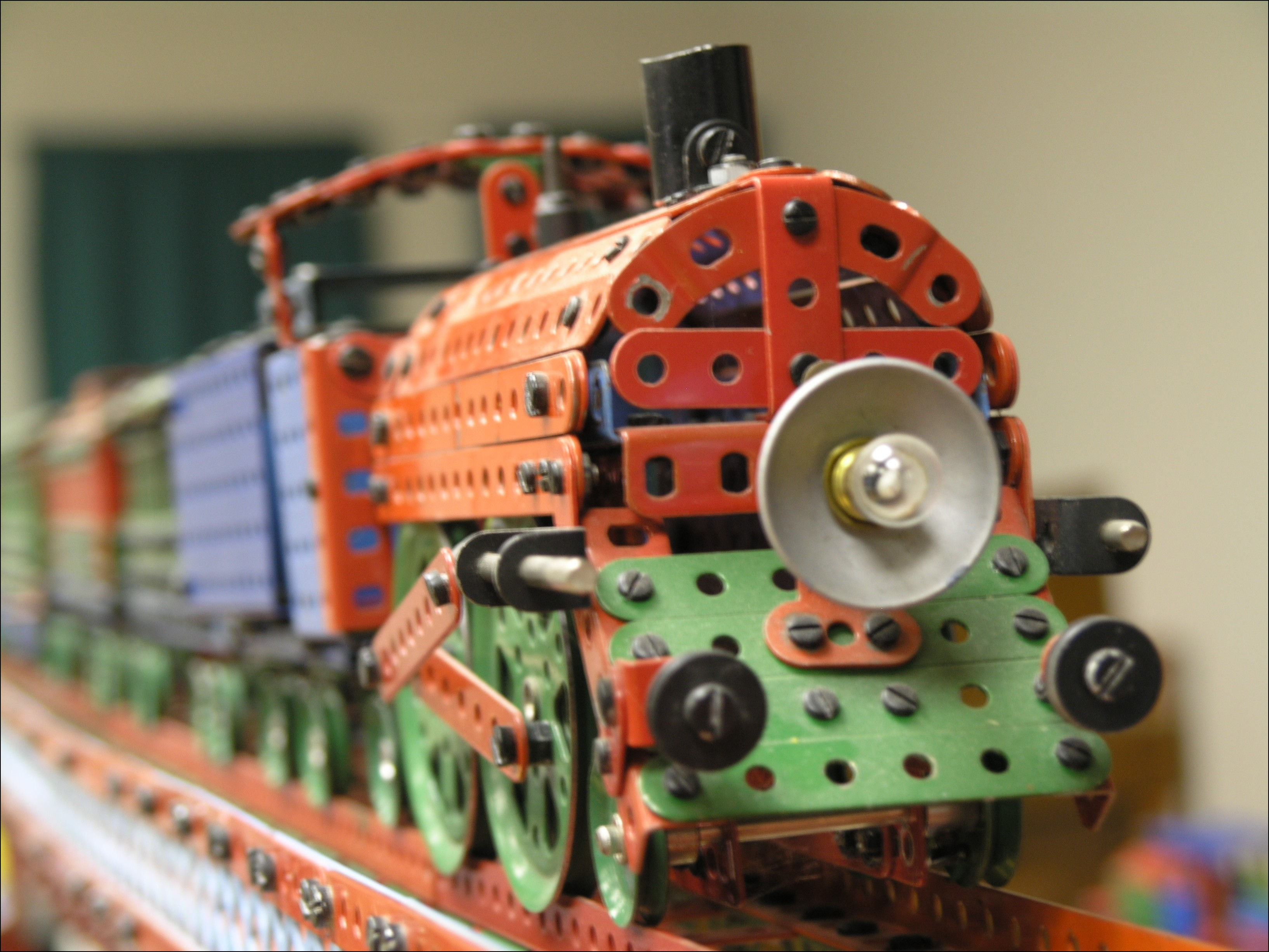
Локомотив з конструктора Меркур в музеї

## Особистості
- Яків Арлет (1661—1702), чернець ордену цістерціанців, художник і гравер
- Вацлав Томек Владівой (1818—1905), історик, провів свої канікули в Поліце і досліджував його історію; з 1881 Почесний громадянин Поліце.
- Гануш Віхан (1855—1920), віолончеліст, професор віолончелі в Празькій консерваторії

## Міста-побратими
Полі́це-над-Мету́ї є побратимом таких міст:
- Свідниця, Польща
- Сальтара, Італія